# Nikolajs Levitanuss
Nikolajs Levitanuss (* 31. Dezember 1914 in Riga; † 26. Dezember 1995 in Deutschland) war ein lettischer Fußballspieler.

## Karriere
Nikolajs Levitanuss spielte in seiner Vereinskarriere bei Hakoah Riga.
Im Jahr 1936 spielte Levitanuss fünfmal in der Lettischen Fußballnationalmannschaft und nahm am Baltic Cup teil. Das Turnier gewann er mit seiner Mannschaft. Insgesamt absolvierte er fünf Länderspiele.

## Erfolge
- Baltic Cup: 1936